# Tang Caichang
Tang Caichang (chinois : 唐才常 ; pinyin : Táng Cáicháng; 1867 - 22 août 1900) est un réformateur et militant de la fin de la dynastie Qing de Chine. Lui, ainsi que son compagnon militant Tan Sitong, est originaire de Liuyang. Il est choisi par Kang Youwei pour mener un soulèvement à Hankou, mais lui et trente autres sont arrêtés par les forces Qing le 21 août 1900 avant même d'avoir commencé. Exécuté le lendemain, il est considéré par les Chinois comme un martyr de la révolution.

## Source de la traduction
- (en) Cet article est partiellement ou en totalité issu de l’article de Wikipédia en anglais intitulé « Tang Caichang » (voir la liste des auteurs).